# Аракс (бывший Армавирский район)
Аракс (арм. Արաքս) — село в Армавирской области Армении. До 1995 года входило в состав Армавирского района.

## География
Село расположено в южной части марза, при автодороге , на расстоянии 9 километров к юго-западу от города Армавир, административного центра области. Абсолютная высота — 905 метров над уровнем моря.
Климат
Климат характеризуется как семиаридный (BSk в классификации климатов Кёппена). Среднегодовая температура воздуха составляет 11,6 °C. Средняя температура самого холодного месяца (января) составляет −3,5 °С, самого жаркого месяца (июля) — 24,9 °С. Расчётная многолетняя норма атмосферных осадков — 304 мм. Наибольшее количество осадков выпадает в мае (52 мм).

## Население
| Год переписи | Население          | Население          | Население          | Население            | Население            | Население            |
| Год переписи | Наличное население | Наличное население | Наличное население | Постоянное население | Постоянное население | Постоянное население |
| Год переписи | Всего              | Мужчины            | Женщины            | Всего                | Мужчины              | Женщины              |
| ------------ | ------------------ | ------------------ | ------------------ | -------------------- | -------------------- | -------------------- |
| 2001         | 1521               | 729                | 792                | 1607                 | 783                  | 824                  |
| 2011         | 1532               | 732                | 800                | 1651                 | 799                  | 852                  |

## Достопримечательности
В окрестностях села находится мемориальный комплекс «Сардарапат», возведённый на месте Сардарапатского сражения.